# Camaegeria aristura
Camaegeria aristura is een vlinder uit de familie wespvlinders (Sesiidae), onderfamilie Sesiinae. De wetenschappelijke naam van deze soort werd, als Tipulamima aristura, voor het eerst geldig gepubliceerd in 1931 door Edward Meyrick.
De soort komt voor in tropisch Afrika. Het type werd op 4 juli 1930 door H. Hargreaves in Kampala, Oeganda, verzameld en wordt bewaard in BMNH. Bartsch & Berg plaatsten de soort in 2012 in het geslacht Camaegeria en wezen Aegeria leptomorpha Meyrick, 1931, en Aegeria hadassa Meyrick, 1932, als nieuwe synoniemen aan.

## Synoniemen
- Tipulamima aristura Meyrick, 1931 ("Tipulomima")
- Aegeria leptomorpha Meyrick, 1931
  - Synanthedon leptomorpha (Meyrick, 1931)
- Aegeria hadassa Meyrick, 1932
  - Synanthedon hadassa (Meyrick, 1932)